# Rosemarie Schwarzwälder

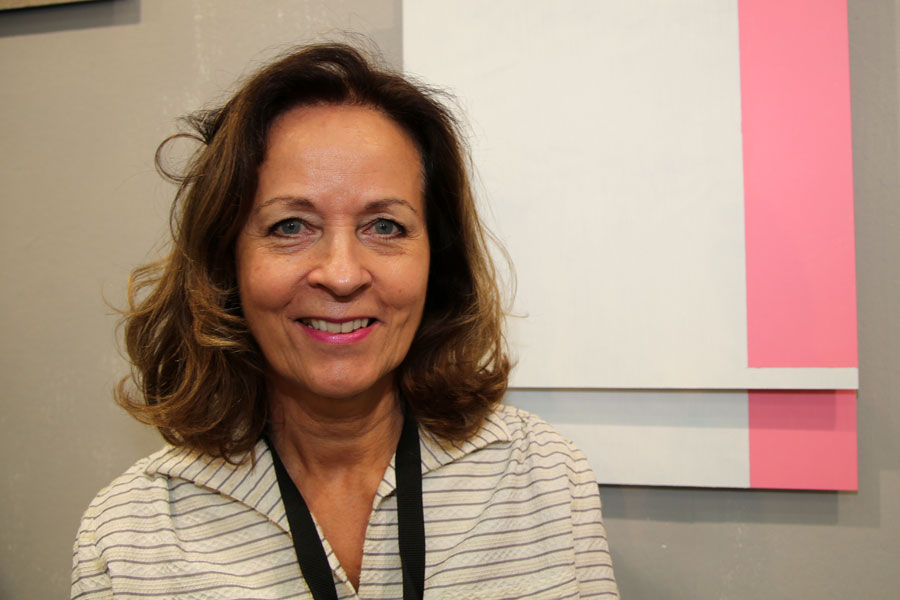
Rosemarie Schwarzwälder, 2013

Rosemarie Schwarzwälder (* 7. Dezember 1945 in Basel) ist eine Schweizer Galeristin, Kunsthändlerin und Journalistin. Sie ist Eigentümerin der Galerie nächst St. Stephan in Wien, die sie durch ihr Programm und die Teilnahme an internationalen Kunstmessen weltweit bekannt gemacht hat. Es geht ihr nicht nur um die Präsentation der Künstler, sondern auch um die Diskussion aktueller Kunstrichtungen und die Bezugnahme auf alte Kulturen.

## Leben und Wirken
Rosemarie Schwarzwälder besuchte die Sprach- und Handelsschule Basel und kam in dieser Zeit bereits in Kontakt mit moderner Kunst durch das Kunstmuseum Basel. Sie begann eine Tätigkeit bei der PR-Agentur Farner und war Mitarbeiterin der Galerie Daniel Keel in Zürich. 1970 zog sie nach Wien und arbeitete für Kunstzeitschriften und den österreichischen Rundfunk. 1978 wurde sie, nach ihrem Ehemann Oswald Oberhuber, Geschäftsführerin der von Monsignore Otto Mauer gegründeten Galerie nächst St. Stephan. Seit 1987 ist sie Eigentümerin der Galerie.

### 1978–1983
Schwerpunkt ihrer Tätigkeit waren zunächst projektbezogene Ausstellungen in Kombination mit Diskussionen, Lesungen, Performances und Konzerten (z. T. zusammen mit der Wiener Musikgalerie). Zu den Künstlern gehörten u. a. Vito Acconci (1978), Joseph Beuys (1979), Terry Fox (1979) und Mario Merz (1983). Ein Porträt von ihr wurde Teil der Fotoserie 'Le Grand Amour' von Jochen Gerz.

### 1984–1991
Im Jahr 1984 markierte die Ausstellung Zeichen, Fluten, Signale – neukonstruktiv und parallel eine Neuorientierung des Galerieprogramms durch Hinwendung zur Geometrischen Abstraktion, Minimal Art und Concept Art. Imi Knoebel, Helmut Federle, Donald Judd, James Welling und Dan Flavin wurden zum ersten Mal in Österreich in Einzelausstellungen gezeigt. Zu den österreichischen Künstlern gehören u. a. Ernst Caramelle und Gerwald Rockenschaub.
Wesentlicher Bestandteil von Rosemarie Schwarzwälders Vermittlungsarbeit ist, Vergleiche von unterschiedlichen Positionen abstrakter Kunst herzustellen. Dazu gehört etwa die Ausstellung  Abstrakte Malerei am Beispiel von drei europäischen und drei amerikanischen Malern im Jahr 1986.
1990 wurden – in Zusammenarbeit mit Helmut Federle – Arbeiten zeitgenössischer abstrakter Künstler mit Artefakten alter Kulturen Asiens und Südamerikas gegenübergestellt und in einem Kunstgespräch debattiert.
Sie wurde von der Ersten Bank Österreich damit beauftragt, eine internationale Sammlung von Abstrakter Malerei, Concept und Minimal Art aufzubauen.

### Seit 1992
In den Jahren seit 1992 wurde der Bereich der bisher vertretenen Malerei durch jüngere Positionen erweitert, ebenso die Bereiche Skulptur und Installation. In der Ausstellung 'Kunst Stoff' wurden textile Kunstwerke zeitgenössischer Künstler kunsthandwerklichen Textilien aus anderen Teilen der Welt gegenübergestellt.
Die Ausstellung 'Word + Work' (2013) thematisierte Künstlerwerke im Bezug zu Künstlertexten.

## Mitgliedschaften
- Beiratsmitglied der Messe Art Forum Berlin (1996–1999)
- Beiratsmitglied der Art Cologne (2004–2005)
- Vorsitzende des Messebeirats der Viennafair (2006–2009)
- Komiteemitglied der ARCO Madrid (2006–2009)

## Auszeichnungen
- 1995: Goldenes Verdienstzeichen des Landes Wien
- 2005: OskART, verliehen von der Wirtschaftskammer Wien
- 2014: Art-Cologne-Preis des Bundesverbandes Deutscher Galerien und Kunsthändler e. V.
- 2015: Nominierung durch Die Presse zur Österreicherin des Jahres in der Kategorie Kulturerbe[8]
- 2017: FEAGA Lifetime Achievement Award[9]

## Publikationen
- Klares Programm, Galerie-Arbeit heute. Lindinger + Schmid, Regensburg 1995, ISBN 3-929970-13-9. (Statement-Reihe, S11.)